# Oxera pulchella
Espèce
Classification phylogénétique
Statut de conservation UICN

 LC  : Préoccupation mineure
Oxera pulchella est une espèce de plantes à fleurs de la famille des Verbenaceae, ou des Lamiaceae selon la classification phylogénétique. C'est une liane endémique de la Nouvelle-Calédonie. Le genre Oxera est presque limité à la Nouvelle-Calédonie, puisque sur la vingtaine d’espèce du genre, seule une ne pousse pas en Nouvelle-Calédonie mais au Vanuatu.

## Aspect et forme générale
Cette plante est une liane dont les tiges ont une forme très tourmentée et contournée. Elle pousse rarement autour du tronc des autres arbres, mais rampe plutôt dans des buissons.

### Taille
Le diamètre du tronc peut atteindre 4 cm.

### Écorce
L’écorce de cette plante est rugueuse, voire pustuleuse car elle est recouverte d’un grand nombre de lenticelles. C’est un caractère facile à reconnaître, commun à toutes les espèces du genre Oxera.

### Feuilles
Les feuilles sont étroites et allongées, elles mesurent 3–4 cm de large pour 10 cm de long. Elles sont placées de manière alternée le long des branches. De couleur vert clair et brillant, elles sont plutôt fines et possèdent un pétiole court. Elles n’ont pas d’odeur particulière.

### Fleurs
D’un blanc éclatant, elles sont légèrement jaune à leur base. Ces fleurs en forme de tube mesurent 5 à 7 cm de long. Elles n’ont pas d’odeur mais leur nectar est très apprécié des oiseaux comme les méliphages, dont le long bec permet d’aller chercher le nectar au fond de la fleur. Les 2 étamines dépassent largement de la corolle.

### Reproduction
La floraison a lieu aux mois d’août et de septembre et elle est très abondante. Les fleurs apparaissent le long de la tige et sont groupées en grappes. Les fruits sont ovales, assez petits et de couleur jaune foncé. La germination des plantes est facile et la multiplication par bouturage est également maîtrisée.

## Place dans la forêt sèche néo-calédonnienne
Cette espèce possède une ou deux variétés qui existent dans des endroits bien spécifiques et très localisés.

Elle ne pousse à l’état naturel que dans les forêts sèches de la presqu’île de Nouméa.

## Anecdote
Le nom Oxera vient du grec « oxus » qui signifie « pointu, piquant » et se rapporte aux fleurs dont les pétales sont étirées en forme de faux. En latin pulchella est le féminin de pulchellus qui signifie « joli, tout charmant » et qui est en fait un diminutif de « pulcher », lequel signifie « beau ».

Découverte par le botaniste Jacques-Julien Houtou de La Billardière, accompagnant d’Antoine Bruny d'Entrecasteaux dans ses recherches pour retrouver Jean-François de Lapérouse, elle fut ensuite introduite à la fin du XIXe siècle en Europe comme plante ornementale de collection. Malgré son grand succès dans les années 1900, elle a été abandonnée quelques années plus tard, sans doute parce qu’elle n’était plus à la mode.

Elle est très rare.